# Kanton Caen-9
Caen-9 is een kanton van het Franse departement Calvados. Het kanton maakt deel uit van het arrondissement Caen.
Het kanton omvat uitsluitend een deel van de gemeente Caen.